# LFP Awards
Die LFP Awards (span. Premios LFP) wurden ab der Saison 2008/09 jährlich von der höchsten spanischen Liga, der Liga de Fútbol Profesional (LFP), an Vereine und Spieler der spanischen Primera und Segunda División verliehen. Letztmals wurden die Preise nach der Saison 2015/16 vergeben.

## Abstimmungsmodus
Bis 2013 ermittelte ein technisches Komitee des Ligaverbandes in den einzelnen Kategorien jeweils drei Finalisten. Anschließend wählten die Trainer aller Erst- und Zweitligisten aus diesen Finalisten die Gewinner. Zur Ermittlung des besten Spielers und Trainers waren hingegen alle in der jeweiligen Saison aktiven Erst- und Zweitligaspieler wahlberechtigt.
Nachdem die Kritik an diesem Abstimmungsmodus immer größer geworden war (siehe Abschnitt „Kritik und Einstellung“), wurde der beste Spieler ab der Saison 2013/14 auf Basis technischer Daten des von Mediapro entwickelten Videoanalysetools Media Coach ausgezeichnet. Darüber hinaus wählten fortan in fast allen herkömmlichen Kategorien die drei Mannschaftskapitäne der Erst- und Zweitligisten, wobei diese nicht für Spieler oder den Trainer des eigenen Klubs stimmen durften. Lediglich der beste Nachwuchsspieler wurde weiterhin von den Trainern gewählt. Die Gewinner neu eingeführter Preiskategorien (z. B. Bestes Tor) wurden durch eine Fan-Abstimmung ermittelt.

## Preisträger

### Bester Spieler
| Saison  | Primera División                    | Segunda División                          |
| ------- | ----------------------------------- | ----------------------------------------- |
| 2008/09 | Lionel Messi (FC Barcelona)         | Nino (CD Teneriffa)                       |
| 2009/10 | Lionel Messi (FC Barcelona)         | Xabi Prieto (Real Sociedad)               |
| 2010/11 | Lionel Messi (FC Barcelona)         | Achille Emana (Betis Sevilla)             |
| 2011/12 | Lionel Messi (FC Barcelona)         | Juan Carlos Valerón (Deportivo La Coruña) |
| 2012/13 | Lionel Messi (FC Barcelona)         | Gerard Deulofeu (FC Barcelona B)          |
| 2013/14 | Cristiano Ronaldo (Real Madrid)     | Julio Álvarez (CD Numancia)               |
| 2014/15 | Lionel Messi (FC Barcelona)         | nicht vergeben                            |
| 2015/16 | Antoine Griezmann (Atlético Madrid) | nicht vergeben                            |

### Bester Trainer
| Saison  | Primera División                | Segunda División                      |
| ------- | ------------------------------- | ------------------------------------- |
| 2008/09 | Pep Guardiola (FC Barcelona)    | José Luis Oltra (CD Teneriffa)        |
| 2009/10 | Pep Guardiola (FC Barcelona)    | Luis García (Levante UD)              |
| 2010/11 | Pep Guardiola (FC Barcelona)    | Pepe Mel (Betis Sevilla)              |
| 2011/12 | Pep Guardiola (FC Barcelona)    | José Luis Oltra (Deportivo La Coruña) |
| 2012/13 | Diego Simeone (Atlético Madrid) | Fran Escribá (FC Elche)               |
| 2013/14 | Diego Simeone (Atlético Madrid) | Gaizka Garitano (SD Eibar)            |
| 2014/15 | Luis Enrique (FC Barcelona)     | Pablo Machín (FC Girona)              |
| 2015/16 | Diego Simeone (Atlético Madrid) | Asier Garitano (CD Leganés)           |

### Bester Torhüter
| Saison  | Primera División                   | Segunda División                       |
| ------- | ---------------------------------- | -------------------------------------- |
| 2008/09 | Iker Casillas (Real Madrid)        | Claudio Bravo (Real Sociedad)          |
| 2009/10 | Víctor Valdés (FC Barcelona)       | Claudio Bravo (Real Sociedad)          |
| 2010/11 | Víctor Valdés (FC Barcelona)       | Roberto Fernández (FC Granada)         |
| 2011/12 | Iker Casillas (Real Madrid)        | Daniel Aranzubia (Deportivo La Coruña) |
| 2012/13 | Thibaut Courtois (Atlético Madrid) | Esteban (UD Almería)                   |
| 2013/14 | Keylor Navas (UD Levante)          | Germán Lux (Deportivo La Coruña)       |
| 2014/15 | Claudio Bravo (FC Barcelona)       | Iván Cuéllar (Sporting Gijón)          |
| 2015/16 | Jan Oblak (Atlético Madrid)        | Isaac Becerra (FC Girona)              |

### Bester Abwehrspieler
| Saison  | Primera División              | Segunda División                   |
| ------- | ----------------------------- | ---------------------------------- |
| 2008/09 | Dani Alves (FC Barcelona)     | Marc Bertrán (CD Teneriffa)        |
| 2009/10 | Gerard Piqué (FC Barcelona)   | Sergio Ballesteros (UD Levante)    |
| 2010/11 | Éric Abidal (FC Barcelona)    | Coke Andújar (Rayo Vallecano)      |
| 2011/12 | Sergio Ramos (Real Madrid)    | Marc Bartra (FC Barcelona B)       |
| 2012/13 | Sergio Ramos (Real Madrid)    | Edu Albácar (FC Elche)             |
| 2013/14 | Sergio Ramos (Real Madrid)    | Pablo Insua (Deportivo La Coruña)  |
| 2014/15 | Sergio Ramos (Real Madrid)    | Bernardo Espinosa (Sporting Gijón) |
| 2015/16 | Diego Godín (Atlético Madrid) | Florian Lejeune (FC Girona)        |

### Bester Mittelfeldspieler
| Saison  | Primera División                   | Segunda División                     |
| ------- | ---------------------------------- | ------------------------------------ |
| 2008/09 | Xavi (FC Barcelona)                | Abel Aguilar (Hércules Alicante)     |
| 2009/10 | Xavi (FC Barcelona)                | Javier Farinós (Hércules Alicante)   |
| 2010/11 | Xavi (FC Barcelona)                | Mikel Rico (FC Granada)              |
| 2011/12 | Xabi Alonso (Real Madrid)          | Álex López (Celta Vigo)              |
| 2012/13 | Asier Illarramendi (Real Sociedad) | Bruno Soriano (FC Villarreal)        |
| 2013/14 | Luka Modrić (Real Madrid)          | Juan Domínguez (Deportivo La Coruña) |
| 2014/15 | James Rodríguez (Real Madrid)      | Óscar (Real Valladolid)              |
| 2015/16 | Luka Modrić (Real Madrid)          | José Campaña (AD Alcorcón)           |

### Bester offensiver Mittelfeldspieler
| Saison  | Primera División              | Segunda División                      |
| ------- | ----------------------------- | ------------------------------------- |
| 2008/09 | Andrés Iniesta (FC Barcelona) | Alejandro Alfaro (CD Teneriffa)       |
| 2009/10 | Jesús Navas (FC Sevilla)      | Xabi Prieto (Real Sociedad)           |
| 2010/11 | Andrés Iniesta (FC Barcelona) | Dani Benítez (FC Granada)             |
| 2011/12 | Andrés Iniesta (FC Barcelona) | Andrés Guardado (Deportivo La Coruña) |
| 2012/13 | Andrés Iniesta (FC Barcelona) | Vitolo (UD Las Palmas)                |
| 2013/14 | Andrés Iniesta (FC Barcelona) | Ayoze Pérez (CD Teneriffa)            |

### Bester Stürmer
| Saison  | Primera División                | Segunda División                 |
| ------- | ------------------------------- | -------------------------------- |
| 2008/09 | Lionel Messi (FC Barcelona)     | Nino (CD Teneriffa)              |
| 2009/10 | Lionel Messi (FC Barcelona)     | Jorge Molina (FC Elche)          |
| 2010/11 | Lionel Messi (FC Barcelona)     | Rubén Castro (Betis Sevilla)     |
| 2011/12 | Lionel Messi (FC Barcelona)     | Iago Aspas (Celta Vigo)          |
| 2012/13 | Lionel Messi (FC Barcelona)     | Charles Dias (UD Almería)        |
| 2013/14 | Cristiano Ronaldo (Real Madrid) | Borja Viguera (Deportivo Alavés) |
| 2014/15 | Lionel Messi (FC Barcelona)     | Rubén Castro (Betis Sevilla)     |
| 2015/16 | Lionel Messi (FC Barcelona)     | Sergio León (FC Elche)           |

### Bester Nachwuchsspieler
| Saison  | Primera División                   | Segunda División                      |
| ------- | ---------------------------------- | ------------------------------------- |
| 2008/09 | Sergio Busquets (FC Barcelona)     | Mohamed Diamé (Rayo Vallecano)        |
| 2009/10 | David de Gea (Atlético Madrid)     | Jefferson Montero (FC Villarreal B)   |
| 2010/11 | Iker Muniain (Athletic Bilbao)     | Marc Bartra (FC Barcelona B)          |
| 2011/12 | Isco (FC Málaga)                   | Javi Hervás (FC Córdoba)              |
| 2012/13 | Asier Illarramendi (Real Sociedad) | Chuli (Recreativo Huelva)             |
| 2013/14 | Rafinha (Celta Vigo)               | Ayoze Pérez (CD Teneriffa)            |
| 2014/15 | nicht vergeben                     | nicht vergeben                        |
| 2015/16 | Marco Asensio (Espanyol Barcelona) | Jose Naranjo (Gimnàstic de Tarragona) |

### Fairplay-Preis (individuell)
| Saison  | Primera División                          | Segunda División                   |
| ------- | ----------------------------------------- | ---------------------------------- |
| 2008/09 | Juan Carlos Valerón (Deportivo La Coruña) | Javier Farinós (Hércules Alicante) |
| 2009/10 | Marcos Senna (FC Villarreal)              | Albert Jorquera (FC Girona)        |
| 2010/11 | Alberto Rivera (Sporting Gijón)           | Míchel (Rayo Vallecano)            |
| 2011/12 | Carles Puyol (FC Barcelona)               | Corona (UD Almería)                |
| 2012/13 | Iker Casillas (Real Madrid)               | Bruno Soriano (FC Villarreal)      |
| 2013/14 | Ivan Rakitić (FC Sevilla)                 | Manuel Pablo (Deportivo La Coruña) |

### Fairplay-Preis (kollektiv)
| Saison  | Primera División | Segunda División |
| ------- | ---------------- | ---------------- |
| 2012/13 | Athletic Bilbao  | FC Villarreal    |
| 2013/14 | Real Sociedad    | SD Eibar         |

### Bestes Tor
| Saison  | Primera División                | Segunda División                   |
| ------- | ------------------------------- | ---------------------------------- |
| 2013/14 | Cristiano Ronaldo (Real Madrid) | Jorge Morcillo (Recreativo Huelva) |

### Bester amerikanischer Spieler
| Saison  | Primera División          | Segunda División                |
| ------- | ------------------------- | ------------------------------- |
| 2013/14 | Carlos Bacca (FC Sevilla) | Yuri de Souza (SD Ponferradina) |
| 2014/15 | Neymar (FC Barcelona)     | nicht vergeben                  |

### Bester afrikanischer Spieler
| Saison  | Primera División               | Segunda División                   |
| ------- | ------------------------------ | ---------------------------------- |
| 2013/14 | Yacine Brahimi (FC Granada)    | Jean Marie Dongou (FC Barcelona B) |
| 2014/15 | Sofiane Feghouli (FC Valencia) | nicht vergeben                     |

### Most Valuable Player
| Saison  | Primera División                | Segunda División |
| ------- | ------------------------------- | ---------------- |
| 2012/13 | Cristiano Ronaldo (Real Madrid) | nicht vergeben   |

### Jugador Cinco Estrellas de la Afición
| Saison  | Primera División                    | Segunda División |
| ------- | ----------------------------------- | ---------------- |
| 2014/15 | Cristiano Ronaldo (Real Madrid)     | nicht vergeben   |
| 2015/16 | Antoine Griezmann (Atlético Madrid) | nicht vergeben   |

### La Liga World Player
| Saison  | Primera División           | Segunda División |
| ------- | -------------------------- | ---------------- |
| 2015/16 | Luis Suárez (FC Barcelona) | nicht vergeben   |

## Kritik und Einstellung
Da die LFP Awards nicht von einer Fachjury vergeben wurden, löste die Vergabe der Preise wiederholt Diskussionen aus. Nach der Saison 2010/11 wurde statt Cristiano Ronaldo, der mit 40 Toren einen neuen Ligarekord aufgestellt hatte, Lionel Messi als bester Stürmer ausgezeichnet. In ähnlicher Weise wurde nach der Saison 2011/12 statt José Mourinho, der Real Madrid mit einem neuen Punkt- und Torrekord zur Meisterschaft geführt hatte, Pep Guardiola vom Vizemeister FC Barcelona zum besten Trainer gewählt. Folglich wurde kritisiert, die Wahl erfolge nach Beliebtheit. Bei der Preisverleihung 2013 löste die LFP Diskussionen aus, weil sie neben dem Preis für den besten Spieler einmalig und nach eigenem Ermessen eine Auszeichnung für den Most Valuable Player vergab, um den bis dahin stets übergangenen Cristiano Ronaldo auszuzeichnen. Infolge der Kritik wurde der Abstimmungsmodus vor der Verleihung im Jahr 2014 überarbeitet. Doch als nach der Saison 2013/14 kein einziger Spieler von Meister Atlético Madrid prämiert wurde, geriet die Preisvergabe ein weiteres Mal negativ in die Schlagzeilen. Im Oktober 2017 entschied der Ligaverband schließlich, die Verleihung der Preise für die Saison 2016/17 abzusagen und den Preis einzustellen.